# Economía de Suecia
La economía de Suecia es la 23.ª mayor del mundo. Ayudado por su pacifismo y neutralidad durante todo el siglo XX, el país alcanzó altos niveles de desarrollo con un sistema de seguridad social universal. Suecia tiene un moderno sistema de distribución de renta, numerosas empresas globales, un excelente sistema de telecomunicaciones interno y con el extranjero, además de una mano de obra bien instruida. Algunas de las empresas suecas reconocidas mundialmente que contribuyen a su alto nivel económico son Volvo, Nobel (Akzo Nobel), ASEA (ABB), Ericsson, SKF, SAAB, IKEA y Kopparberg.
Suecia es una economía mixta orientada a la exportación que cuenta con un sistema de distribución moderno, buenos comunicaciones internas y externas y una fuerza laboral calificada . La madera, la energía hidroeléctrica y el mineral de hierro constituyen la base de recursos de una economía fuertemente orientada al comercio exterior. El sector de la ingeniería de Suecia representa el 50% de la producción y las exportaciones. Las telecomunicaciones, la industria automotriz y las industrias farmacéuticas donde el Estado tiene amplia participación también son de gran importancia. La agricultura representa el 3 por ciento del PIB y el empleo.
Las 20 empresas más grandes registradas en Suecia por facturación en 2013 fueron Volvo, Ericsson, Vattenfall, Skanska, Hennes & Mauritz, Electrolux, Volvo Personvagnar, Preem, TeliaSonera, Sandvik, ICA, Atlas Copco, Nordea, Svenska Cellulosa Aktiebolaget, Scania, Securitas, Nordstjernan, SKF, ABB Norden Holding y Sony Mobile Communications AB. La industria de Suecia está abrumadoramente en control público y estatal, el ejemplo más destacado de esto es LKAB, que es una compañía minera de propiedad estatal, principalmente activa en la parte norte del país, con la mayor participación de mercado notada de todas sus competidores nacionales.

## Comercio exterior

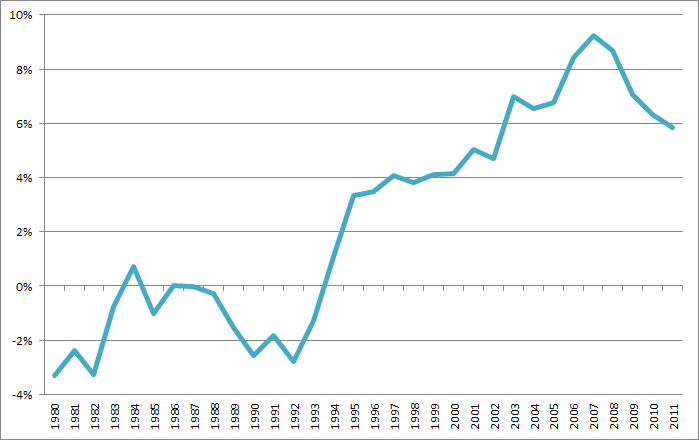
Balanza en cuenta corriente de Suecia (1980-2011) en porcentaje del PIB

En 2020, el país fue el 33 ° exportador más grande del mundo (US $ 160.5 mil millones, 0,9% del total mundial). En términos de importaciones, en 2019, fue el trigésimo mayor importador del mundo: 158.700 millones de dólares.

## Sector primario

### Agricultura
En 2019, Suecia:
- Produjo 3,4 millones de toneladas de trigo;
- Produjo 2 millones de toneladas de remolacha azucarera, que se utiliza para producir azúcar y etanol;
- Produjo 1,5 millones de toneladas de cebada;
- Produjo 846 mil toneladas de papa;
- Produjo 671 mil toneladas de avena;
- Produjo 381 mil toneladas de colza;
- Produjo 221 mil toneladas de centeno;
- Produjo 178 mil toneladas de triticale;

Además de producciones más pequeñas de otros productos agrícolas.

### Ganadería
En ganado, Suecia produjo, en 2019, 2.700 millones de litros de leche de vaca, 240 mil toneladas de carne de cerdo, 153 mil toneladas de carne de pollo, 139 mil toneladas de carne de res , entre otros.

## Sector secundario

### Industria
El Banco Mundial enumera los principales países productores cada año, según el valor total de la producción. Según la lista de 2019, Suecia tenía la 28a industria más valiosa del mundo ($ 69,2 mil millones).
En 2019, Suecia fue el trigésimo productor de vehículos en el mundo (279 mil) y el trigésimo productor de acero (4,7 millones de toneladas). El país también fue el octavo productor mundial de papel en 2019.

### Minería
En 2019, el país fue el décimo productor mundial de mineral de hierro y plomo, y el undécimo de zinc.

### Energía
En energías no renovables, en 2020, el país no produjo petróleo. En 2019, el país consumió 283 mil barriles / día (43o mayor consumidor del mundo). El país fue el 26º mayor importador de petróleo del mundo en 2013 (352,3 mil barriles / día). En 2020, el país no produjo gas natural. En 2010, Suecia fue el 50.º mayor importador de gas del mundo (1600 millones de m³ por año). El país tampoco produce carbón. En 2019, Suecia tenía 7  plantas atómicas en su territorio, con una potencia instalada de 7,7 GW.
En energías renovables, en 2020, Suecia fue el undécimo productor de energía eólica del mundo, con 9,6 GW de potencia instalada, y el 35º productor de energía solar del mundo, con 1,4 GW de potencia instalada.

## Sector terciario

### Turismo
En 2017, Suecia ocupó el puesto 43.º entre los países más visitados del mundo, con aproximadamente 7 millones de turistas internacionales. Ese año, los ingresos generados por el turismo se estimaron en 14 900 millones de dólares estadounidenses.

## Datos económicos
- PIB nominal (estimación 2015): 487 396 millones de $ USA[1]
- PIB PPA (estimación 2015): 464 264 millones de $ USA[1]
- PIB nominal per cápita: 49 582 $ USA[1]
- PIB PPA per cápita (2004): 47 228 $ USA[1]
- Inflación media anual: 0,225%.[1]
- Deuda externa aprox. (2004): 66 500 millones de $ USA.
- Importaciones (2002): 82 000 millones de $ USA.

- Principales países proveedores: Alemania, Dinamarca y Reino Unido.
- Principales productos de importación: Manufacturas, maquinaria, vehículos y productos químicos.

- Exportaciones (2002): 100 500 millones de $ USA.

- Principales países clientes: Alemania, Estados Unidos y Noruega.
- Principales productos de exportación: Manufacturas,  maquinaria, vehículos y productos químicos.

### Estructura delPIBen 2000
Distribución por sectores económicos del PIB total:
Agricultura, Silvicultura y Pesca: 2
Industria y construcción: 27%.
Industrias manufactureras y minería: N.D.
Servicios: 71%.
- Tasa de desempleo (2015): 7,73%.
- Población por debajo del nivel de pobreza (2002): N.D.

- (N.D.): No disponible.

## Historia

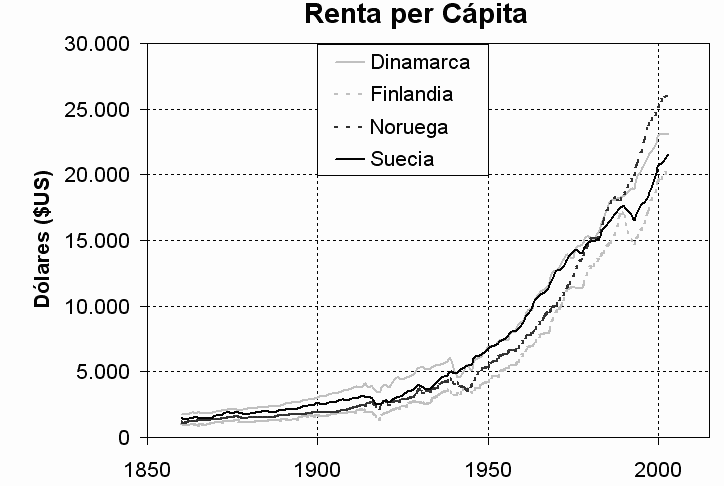
Comparación del PIB per cápita nominal de Dinamarca, Finlandia, Noruega y Suecia, desde 1850.

### 1780-1850 – Revolución Agrícola y la Protoinsdustrialización
Durante el período de 1790 a 1815 Suecia experimentó dos movimientos económicos paralelos: una revolución agrícola con grandes estados agrícolas, la corona otorgó parcelas a agricultores privados, nuevas cosechas y herramientas agrícolas, la comercialización de la agricultura y su protoindustrialización , de esta forma se industrializó el campo y los trabajadores alternaron el trabajo agrícola en la temporada de verano y trabajo industrial en la temporada de invierno. Esto condujo a un crecimiento económico y benefició a muchos sectores de la población llevando a la revolución del consumo que comenzó en el año 1820. También condujo a un crecimiento rápido de la población.

### 1815-1850- Revolución Industrial, especialización regional y cambios institucionales
En este período entre 1815 y 1850 las protoindustrias evolucionaron a industrias más especializadas y grandes. Además se presenció el aumento de la especialización industrial con industrias mineras en Bergslagen. La construcción de fábricas textiles en Sjuhäradsbygden y la práctica de la silvicultura en Norrland. También hubo bastantes cambios institucionales importantes que tuvieron lugar en este período como la escuela pública gratuita y obligatoria en 1842, la abolición del monopolio nacional de ese período que se dedicaba al comercio artesanal-el skråväsendet- en1846 y una sociedad anónima en 1848.

### 1850-1890-
Durante el período de 1850 a 1890 Suecia experimentó un auténtico crecimiento en su sector de exportación mediante cosechas agrícolas, madera y acero siendo las tres categorías predominantes. También hubo cambios institucionales[cita requerida] En 1873, vinculó a la krona con una paridad fija de oro. Durante este período en Suecia la economía moderna creció con un aumento anual de alrededor el 2%. Además se llevaron a cabo inversiones estructurales durante este período, la gran mayoría al expandir la red de ferrocarriles, la cual había sido financiada en parte por el gobierno.En 1938 se firmó el acuerdo de Saltsjöbaden entre los representantes de los trabajadores y los de los empresarios. Ese acuerdo resolvió varios problemas relacionados con el mercado del trabajo. Esto formó las bases de un arreglo de relaciones industriales particular a Suecia, el llamado "espíritu de Saltsjöbaden", caracterizado por una voluntad de cooperación y un sentido de responsabilidad mutua para resolver asuntos laborales

### 1890-1950- Segunda Revolución Industrial
Durante este período de 1890 a 1930 tuvo lugar en Suecia la Segunda Revolución Industrial. En este período las nuevas industrias evolucionaron, especialmente en mercado doméstico: ingeniería mecánica, sector eléctrico, la industria del papel y la textil. La rápida expansión de estas industrias recibió ayuda debido a la existencia de mercado capital que producía muy buenos resultados:  la bolsa de valores de Estocolmo se fundó en el año 1866, el Banco de Suecia (fundado en 1668 como el primer banco central del mundo) en 1897 obtuvo derechos legales como el único proveedor de notas bancarias en Suecia y se le otorgó el estatus de prestamista de última instancia, esto hizo más fácil establecer bancos comerciales que fueran independientes en Suecia y condujo a una expansión en el número de bancos privados y además a un rápido desarrollo del crédito. Los bancos privados emitieron préstamos para empezar compañías con acciones como seguro. Cuando la empresa negociaba y presentaba cifras positivas, las acciones se vendían en la bolsa de valores. El desarrollo del crédito condujo a la bancarrota en 1907 así como al colapso de mercado inmobiliario.
Al haber importado grandes cantidades de capital externo para financiar su industrialización durante un período de 60 años (1850 a 1910) Suecia se convirtió probablemente de en una de las mayores naciones deudores del mundo en 1910. Sin embargo, esta situación cambió rápidamente en la siguiente década. En 1914 estalló la Primera Guerra Mundial y entonces aumentó la demanda de exportaciones de productos suecos que eran estratégicamente importantes como el acero (que sería usado para la industria armamentística). Las partes beligerantes, como Reino Unido,  usaron principalmente la impresión de papel de moneda con el fin de financiarse en la guerra, aumentar la inflación y de esta manera conseguir que los precios de las exportaciones de Suecia crecieran rápidamente. La transferencia masiva de moneda extranjera como forma de pago en el período de guerra ayudó al país a pasar de ser uno de los mayores deudores del mundo a ser un acreedor neto después de la guerra.

### 1950-1990- Intervención estatal
Entre 1950 y 1973, periodo en que se instauró el “modelo sueco” de intervención estatal en la provisión de servicios públicos.
Durante 1960 y 1980, el gasto público pasó del 31 al 60% del PIB y el empleo público como porcentaje del total de la fuerza laboral se triplicó. La adjudicación de más y más responsabilidades exclusivas del Estado sueco resultaron en que el país se convirtió en “el paraíso de la producción en masas, ya sea de automóviles, viviendas, educación o salud”.
Para 1960 Suecia era una potencia industrial con una población educada. Esa fue la base económica que le proveyó a la social democracia los recursos necesarios para la implementación del Estado benefactor.

#### 1990 en adelante
El crecimiento económico de Suecia ha tenido una pauta similar a la de los otros países escandinavos. En los años 1990 su PIB per cápita nominal decayó al igual que en Finlandia, en parte por factores que tuvieron que ver con el colapso económico de la URSS. Entre 1991 y 1993, periodo durante el cual se perdieron medio millón de empleos y el PIB sufrió una pérdida acumulada de un 6%. El gasto público se disparó a un 72,4% del PIB.
Suecia ha tenido un modelo económico en la era posterior a la Segunda Guerra Mundial caracterizado por una estrecha cooperación entre el gobierno, los sindicatos. La economía sueca tiene beneficios sociales amplios y universales financiados por altos impuestos, cerca del 50% del PIB.

### Suecia en el contexto internacional
A pesar de tener una población reducida, en los últimos años del siglo XX Suecia vio incrementado su peso político a nivel internacional. El motivo, al igual que en los otros países escandinavos, no fue otro que el constante incremento de su economía, basada en la competitividad industrial y en una firme apuesta por la calidad de vida. Los indicadores macroeconómicos de Suecia está entre los diez países con mayor renta per cápita, es el segundo país en cuanto a penetración de nuevas tecnologías (Internet) y el octavo con más médicos en activo por habitante. No en vano, es uno de los tres países con mayor esperanza de vida del mundo, sólo superado por Islandia y Noruega. La siguiente tabla muestra el contexto socioeconómico de Suecia partiendo de datos del Banco Mundial, Classora, Eurostat y el Foro Económico Mundial
Actualmente Suecia desarrolla aún más las industrias de ingeniería, minería, acero y pulpa que son competitivas internacionalmente, como lo demuestran empresas como Ericsson, ASEA/ABB, SKF, Alfa Laval, AGA y Dyno Nobel.
| Indicador                                      | Valor                                                                         | Posición en el mundo                                                                      | Incremento                                                                       |
| ---------------------------------------------- | ----------------------------------------------------------------------------- | ----------------------------------------------------------------------------------------- | -------------------------------------------------------------------------------- |
| Producto interior bruto (nominal)              | 487 396 millones de $ Fuente: Fondo Monetario Internacional (estimación 2015) | Países más ricos del mundo por PIB · Suecia: puesto 19.º                                  | 242 004 millones de $ en 2000 (incr: 101,4%) Fuente: Evolución entre 1960 y 2009 |
| Superficie                                     | 449 964 km² Fuente: Banco Mundial (2008)                                      | Países más extensos del mundo · Suecia: puesto 55.º                                       | -                                                                                |
| Población                                      | 9 830 000 personas Fuente: Fondo Monetario Internacional (estimación 2015)    | Países más poblados del mundo · Suecia: puesto 78.º                                       | 8 869 000 personas en 2000 (incr: 10,8%) Fuente: Evolución entre 1960 y 2009     |
| Emisiones de CO2                               | 5,4 toneladas Fuente: Banco Mundial (2007)                                    | Países con mayores emisiones de CO2 · Suecia: puesto 62.º                                 | 5237 toneladas en 2000 (incr: 3,1%) Fuente: Evolución entre 1960 y 2007          |
| Renta per cápita                               | 49 582 $ Fuente: Fondo Monetario Internacional (estimación 2015)              | Países con mayor Renta Per Cápita · Suecia: puesto 8.º                                    | 28 870 $ en 2000 (incr: 71,7%) Fuente: Evolución entre 1962 y 2009               |
| Tasa de natalidad                              | 2 personas Fuente: Banco Mundial (2008)                                       | Países con mayor natalidad (niños por mujer) · Suecia: puesto 129.º                       | 1,54 personas en 2000 (incr: 29,9%) Fuente: Evolución entre 1960 y 2008          |
| % usuarios Internet                            | 87,7 % Fuente: Banco Mundial (2008)                                           | Países con mayor tasa de usuarios de Internet · Suecia: puesto 2.º                        | 45,64 % en 2000 (incr: 92,2%) Fuente: Evolución entre 1990 y 2008                |

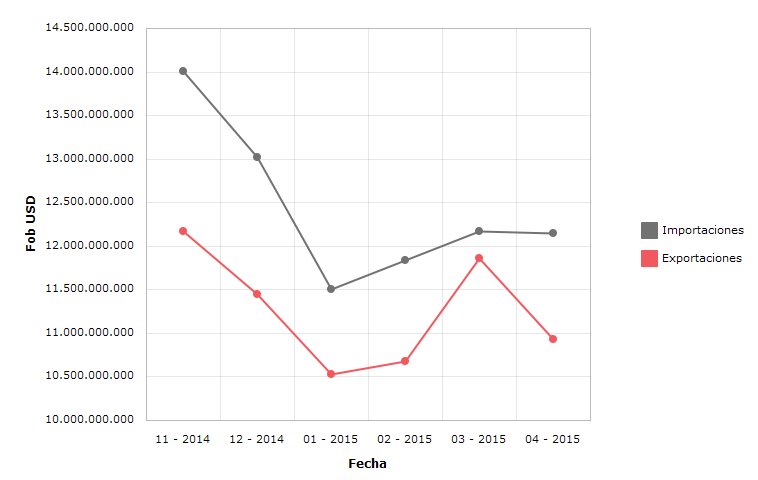
Balanza comercial de Suecia del periodo noviembre de 2014-abril de 2015. [http://trade.nosis.com/es/Comex/Importacion-Exportacion/Suecia/Todas-las-posiciones-arancelarias/SE/00 Fuente

| Promedio de días para crear una empresa        | 15 días Fuente: Banco Mundial (2009)                                          | Países más rápidos para montar una empresa · Suecia: puesto 106.º                         | 16 días en 2003 (incr: -6,2%) Fuente: Evolución entre 2003 y 2009                |

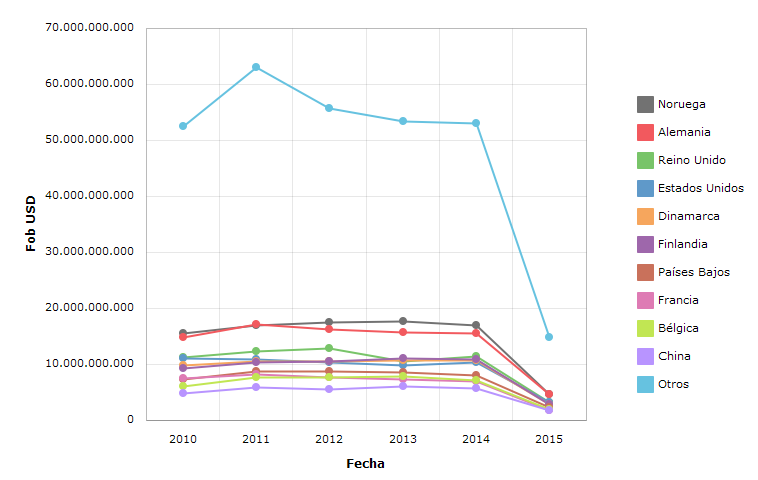
Exportaciones de Suecia del periodo 2010-hasta abril de 2015. [http://trade.nosis.com/es/Comex/Importacion-Exportacion/Suecia/Todas-las-posiciones-arancelarias/SE/00 Fuente

| Consumo de energía por habitante (combustible) | 5512 kilogramos Fuente: Banco Mundial (2007)                                  | Países con mayor consumo de energía por habitante · Suecia: puesto 18.º                   | 5436,13 kg en 2000 (incr: 1,4%) Fuente: Evolución entre 1960 y 2007              |
| Terreno dedicado a agricultura                 | 7,6 % Fuente: Banco Mundial (2007)                                            | Países con más terreno dedicado a la agricultura · Suecia: puesto 177º                    | 7,69 % en 2000 (incr: -1,2%) Fuente: Evolución entre 1961 y 2007                 |
| Energía eléctrica consumida                    | 15 238 kilovatios-hora Fuente: Banco Mundial (2007)                           | Países con más energía eléctrica consumida · Suecia: puesto 8.º                           | 15 687,11 kWh en 2000 (incr: -2,9%) Fuente: Evolución entre 1960 y 2007          |
| Superficie forestal                            | 280 730,00 km² Fuente: Banco Mundial (2007)                                   | Países con mayor superficie forestal · Suecia: puesto 20.º                                | 274 740 km² en 2000 (incr: 2.18%) Fuente: Evolución entre 2007 y 2015            |
| Carreteras pavimentadas                        | 31,7 % Fuente: Banco Mundial (2007)                                           | Países con más carreteras pavimentadas · Suecia: puesto 31.º                              | 78 % en 2000 (incr: -59,4%) Fuente: Evolución entre 1990 y 2007                  |
| Esperanza de vida (mujeres)                    | 68,7 años Fuente: Eurostat (2008)                                             | Países europeos ordenados por mayor esperanza de vida para mujeres · Suecia: puesto 4º    | 61,9 años en 2000 (incr: 11%) Fuente: Evolución entre 1997 y 2008                |
| Esperanza de vida (hombres)                    | 69,2 años Fuente: Eurostat (2008)                                             | Países europeos ordenados por mayor esperanza de vida para hombres · Suecia: puesto 3.º   | 63,1 años en 2000 (incr: 9,7%) Fuente: Evolución entre 1997 y 2008               |
| N.º de muertes por cáncer                      | 149,1 personas Fuente: Eurostat (2007)                                        | Países europeos ordenados por el número de muertes debidas al cáncer · Suecia: puesto 26º | 157,1 personas en 2000 (incr: -5,1%) Fuente: Evolución entre 1995 y 2007         |
| N.º de muertes por VIH                         | 0,3 personas Fuente: Eurostat (2007)                                          | Países europeos ordenados por el número de muertes debidas al VIH · Suecia: puesto 18.º   | 0,3 personas en 2000 (incr: 0%) Fuente: Evolución entre 1995 y 2007              |
| N.º de camas en hospitales                     | 287,7 unidades Fuente: Eurostat (2006)                                        | Países europeos ordenados por el número de camas en hospitales · Suecia: puesto 25º       | 358,5 unidades en 2000 (incr: -19,7%) Fuente: Evolución entre 1996 y 2006        |
| N.º de médicos en activo                       | 356,6 unidades Fuente: Eurostat (2006)                                        | Países europeos ordenados por el número de médicos en activo · Suecia: puesto 8.º         | 307,8 unidades en 2000 (incr: 15,9%) Fuente: Evolución entre 1996 y 2006         |
| Índice de Competitividad Global                | 5,41 unidades Fuente: Foro Económico Mundial (2015)                           | Países más competitivos · Suecia: puesto 10.º                                             | 5,41 unidades en 2015 (incr: -2,4%) Fuente: Evolución entre 2014 y 2015          |

## Comercio exterior

### Importaciones
Se presentan a continuación las mercancías de mayor peso en las importaciones de Suecia para el período 2010-hasta abril de 2015. Las cifras están expresadas en dólares estadounidenses valor FOB.
| Fecha Mercadería por capítulo arancelario | 2010            | 2011            | 2012            | 2013            | 2014            | enero-abril de 2015 |
| --- | --------------- | --------------- | --------------- | --------------- | --------------- | ------------------- |
| 27 - combustibles minerales, aceites minerales y productos de su destilación; materias bituminosas; ceras minerales                                                                                  | 19.811.199.364  | 24.425.174.247  | 26.271.988.498  | 25.280.931.017  | 26.228.796.841  | 5.372.401.919       |
| 84 - calderas, máquinas, aparatos y artefactos mecánicos; partes de estas máquinas o aparatos | 18.414.660.869  | 21.324.784.738  | 19.854.879.202  | 21.231.801.067  | 22.384.677.410  | 5.993.881.079       |
| 85 - máquinas, aparatos y material eléctrico, y sus partes | 19.427.802.850  | 21.700.542.870  | 19.385.856.744  | 18.952.635.913  | 20.111.610.911  | 5.583.227.035       |
| 87 - vehículos automóviles, tractores, velocípedos y demás vehículos terrestres, sus partes y accesorios                                                                                             | 14.122.764.841  | 16.541.529.616  | 14.183.489.355  | 15.153.460.208  | 17.267.677.585  | 4.960.519.596       |
| 39 - plásticos y sus manufacturas | 4.865.658.836   | 5.548.989.886   | 5.330.205.758   | 5.965.542.012   | 6.647.053.259   | 1.801.070.162       |
| 72 - hierro y acero de fundición | 4.739.308.323   | 5.920.635.260   | 4.727.519.173   | 4.560.730.940   | 4.908.545.183   | 1.359.141.324       |
| 30 - productos farmacéuticos | 3.963.797.052   | 4.441.724.654   | 4.320.592.414   | 4.814.184.494   | 5.128.519.107   | 1.501.343.144       |
| 90 - instrumentos y aparatos de óptica, fotografía o cinematografía, de medida, control o precisión; instrumentos y aparatos medicoquirurgicos; partes y accesorios de estos instrumentos o aparatos | 4.142.352.111   | 4.500.013.220   | 4.401.838.242   | 4.397.629.663   | 4.242.973.163   | 1.214.134.174       |
| 03 - pescados y crustáceos, moluscos y demás invertebrados acuáticos | 2.929.102.071   | 3.150.768.195   | 3.237.489.367   | 4.125.265.343   | 4.452.159.289   | 1.291.736.447       |
| 73 - manufacturas de fundición, hierro o acero | 3.155.097.997   | 4.046.619.901   | 3.489.965.431   | 3.400.015.660   | 3.850.253.115   | 1.042.076.148       |
| Demás capítulos | 45.744.125.011  | 52.449.111.363  | 50.402.058.943  | 54.686.283.128  | 62.101.347.487  | 17.539.610.999      |
| Total | 141.315.869.325 | 164.049.893.950 | 155.605.883.128 | 162.568.479.445 | 177.323.613.348 | 47.659.142.027      |

### Exportaciones
Se presentan a continuación los principales socios comerciales de Suecia para el periodo 2010-hasta abril de 2015. La mayoría de sus importadores están en Europa salvo Estados Unidos y China. Las cifras expresadas son en dólares estadounidenses valor FOB.
| Fecha País importador | 2010            | 2011            | 2012            | 2013            | 2014            | enero-abril de 2015 |
| --------------------- | --------------- | --------------- | --------------- | --------------- | --------------- | ------------------- |
| Noruega               | 15.511.259.680  | 16.989.875.876  | 17.572.345.495  | 17.736.730.755  | 17.015.253.153  | 4.557.444.916       |
| Alemania              | 14.805.167.762  | 17.156.511.244  | 16.171.328.397  | 15.777.259.777  | 15.573.224.544  | 4.588.507.871       |
| Reino Unido           | 11.226.304.104  | 12.330.783.000  | 12.852.020.438  | 10.460.176.700  | 11.364.173.707  | 3.182.203.151       |
| Estados Unidos        | 11.088.214.412  | 10.911.939.685  | 10.361.938.189  | 9.754.144.865   | 10.314.611.749  | 3.263.453.829       |
| Dinamarca             | 9.803.852.133   | 10.562.180.216  | 10.468.548.209  | 10.625.825.441  | 10.716.913.321  | 2.917.082.924       |
| Finlandia             | 9.228.309.227   | 10.387.049.514  | 10.470.185.232  | 11.126.950.141  | 10.829.730.538  | 2.923.938.762       |
| Países Bajos          | 7.409.665.486   | 8.790.010.859   | 8.734.768.627   | 8.530.849.659   | 7.979.546.873   | 2.299.150.573       |
| Francia               | 7.437.671.678   | 8.192.181.991   | 7.640.566.585   | 7.373.635.555   | 6.961.211.640   | 1.820.269.910       |
| Bélgica               | 6.097.818.419   | 7.680.626.956   | 7.740.580.159   | 7.780.964.030   | 7.071.381.570   | 1.901.045.042       |
| China                 | 4.817.907.886   | 5.852.514.649   | 5.491.488.813   | 6.003.727.714   | 5.774.886.772   | 1.782.016.365       |
| Resto del mundo       | 52.428.528.367  | 63.027.027.855  | 55.753.766.318  | 53.350.866.246  | 52.964.391.332  | 14.756.331.995      |
| Total                 | 149.854.699.155 | 171.880.701.846 | 163.257.536.462 | 158.521.130.883 | 156.565.325.200 | 43.991.445.337      |